# Калјумет Сити (Илиноис)
Калјумет Сити (енгл. Calumet City) град је у америчкој савезној држави Илиноис. По попису становништва из 2010. у њему је живело 37.042 становника.

## Демографија
Према попису становништва из 2010. у граду је живело 37.042 становника, што је 2.029 (5,2%) становника мање него 2000. године.
| Група             | 2000.          | 2010.          |
| Белци             | 13.421 (34,4%) | 4.928 (13,3%)  |
| Афроамериканци    | 20.673 (52,9%) | 26.136 (70,6%) |
| Азијати           | 207 (0,5%)     | 116 (0,3%)     |
| Хиспаноамериканци | 4.242 (10,9%)  | 5.574 (15,0%)  |
| Укупно            | 39.071         | 37.042         |